# Lama (zespół muzyczny)
Lama – ukraiński zespół muzyczny wykonujący muzykę z pogranicza popu, pop-rocka i dance założony w 2005 roku.

## Historia zespołu
Zespół został założony w 2005 roku w Kijowie, początkowo jedynym stałym członkiem grupy była wokalistka, Natalia Dzeńkiw. W 2006 roku premierę miał debiutancki album studyjny projektu zatytułowany Meni tak treba. W 2007 roku zespół zdobył Europejską Nagrodę Muzyczną MTV dla najlepszego ukraińskiego wykonawcy.
W 2008 roku premierę miał drugi album studyjny zespołu zatytułowany Switło i tiń. Na płycie znalazły się informacje o składzie zespołu, którymi byli: gitarzysta Andrij Aleksejew, basista Zurab Pohawa, bębniarz Dmitro Supruniak i Żeka Kobzaruk na syntezatorze. W tym samym roku grupa była nominowana do Europejskiej Nagrody Muzycznej MTV dla najlepszego ukraińskiego wykonawcy. W 2010 roku zespół wydał swój pierwszy album studyjny zatytułowany Trymaj, na którym znalazły się najpopularniejsze utwory w dotychczasowym dorobku grupy.
1 listopada 2013 roku ukazała się trzecia płyta studyjna zespołu zatytułowana Nazawżdy.... W obecnym składzie grupy Andrija Aleksejewa zastąpił Kostiantyn Szełudko, zaś Dmitro Supruniaka – Wiaczesław Ochrymenko. 7 lipca 2015 roku na rynku ukazała się druga płyta kompilacyjna zespołu zatytułowana Najkraszcze.

## Dyskografia

### Albumy studyjne
- Meni tak treba (2006)
- Switło i tiń (2008)
- Nazawżdy... (2013)

### Albumy kompilacyjne
- Trymaj (2010)
- Najkraszcze (2015)